# Nils Melzer
Nils Melzer (Zúric, 1970) és un jurista, professor universitari i escriptor suís, especialitzat en l'àmbit del Dret internacional. Va exercir de relator especial de les Nacions Unides sobre la tortura i altres tractes o càstigs cruels, inhumans o degradants entre l'1 de novembre de 2016 i l'1 d'agost de 2022. És professor de Dret internacional a la Universitat de Glasgow i és titular de la càtedra de drets humans de l'Acadèmia de Dret Internacional Humanitari i Drets Humans de Ginebra, on hi dona classes des de 2009, així com a catedràtic suís de Dret internacional humanitari (2011-2013).

## Educació i carrera
Melzer es va llicenciar en Dret i es va doctorar amb cum laude per la Universitat de Zúric.
Melzer va servir durant 12 anys al Comitè Internacional de la Creu Roja (CICR) com a delegat, cap adjunt de la delegació i assessor legal en zones de conflicte. Després d'abandonar el CICR, va ocupar càrrecs acadèmics com a director d'investigació del Centre de Competència Suïssa en Drets Humans (Universitat de Zúric), com a company sènior i assessor sènior sobre els reptes emergents de seguretat (Centre de Ginebra per a la Política de Seguretat) i a l'Acadèmia de Dret Internacional Humanitari i Drets Humans de Ginebra. Va ser assessor principal de Política de Seguretat a la Direcció Política del Departament Federal d'Afers Exteriors de Suïssa.
Alguns del llibres escrits per ell són: Targeted Killing in International Law (Oxford University Press, 2008), la Interpretive Guidance on the Notion of Direct Participation in Hostilities (CICR, 2009) i el manual del CICR, International Humanitarian Law - a Comprehensive Introduction (CICR, 2016). Va ser coautor del Tallinn Manual on the International Law applicable to Cyber Warfare del CCDCOE de l'OTAN (Cambridge, 2013) i el Policy Guidance: Autonomy in Defense Systems del MCDC de l'OTAN (NATO ACT, 2014).

## Relator especial de Nacions Unides

### Valoració del confinament de Julian Assange
El 9 de maig de 2019 va visitar Julian Assange a la presó, acompanyat de dos experts mèdics especialitzats en l'examen de possibles víctimes de tortura i altres mitjans de maltractament, per avaluar les condicions en què va ser detingut. El 31 de maig, Melzer va descriure el tracte que Assange havia rebut dels Estats Units, el Regne Unit, Suècia i l'Equador com a tortura psicològica i les acusacions dels EUA com la «criminalització del periodisme d'investigació».
En una declaració del novembre de 2019, va criticar el govern del Regne Unit per posar en risc la vida d'Assange ignorant les advertències anteriors sobre l'estat de la seva salut. Va dir que Assange «continua detingut en condicions opressives d'aïllament i vigilància, no justificades pel seu estat de detenció». També va dir que l'accés d'Assange a l'assessorament legal i als documents s'estava veient greument obstruït, cosa que li impedia preparar una defensa contra «el govern més poderós del món». Melzer va demanar al govern del Regne Unit que aturés l'extradició d'Assange als Estats Units, l'alliberés i li permetés «recuperar la seva salut i reconstruir la seva vida personal i professional».
El fiscal suec va anunciar que la investigació havia estat abandonada el 19 de novembre de 2019. El mateix mes, Melzer també va criticar fermament el tracte d'Assange en tots els procediments legals al Regne Unit, EUA, Equador i Suècia, afirmant que no hi havia «cap procediment degut» i «violacions greus del procés degut de manera coherent».
En una entrevista del gener de 2020, va dir que mai havia vist un cas comparable en què una persona fos sotmesa a nou anys d'investigació preliminar per violació sense que es presentessin càrrecs. Va dir que els advocats d'Assange van fer més de 30 ofertes per organitzar que Assange visités Suècia a canvi d'una garantia que no seria extradit als EUA i va qualificar aquestes garanties diplomàtiques com a pràctica internacional habitual. Melzer va fer diverses crítiques als fiscals suecs, inclòs el fet de canviar una de les declaracions de les dones sense la seva implicació per tal que sonés com una possible violació. Melzer va dir que la investigació de la violació a Suècia va ser un abús de procés destinat a empènyer Assange a una posició de la qual no va poder defensar-se.
Una de les dones entrevistades per Melzer després el va criticar durament i li va demanar la dimissió. Va dir que, en definir com hauria d'actuar una «víctima de violació adequada», Melzer es dedicava a culpar a la víctima i que el seu informe era parcialment «fals i difamatori». Melzer va publicar un comunicat en el qual intentava resoldre els malentesos i expressava l'esperança que no desviessin l'atenció dels problemes en el cas d'Assange. Més tard, la dona va dir que no considerava criminal l'acció d'Assange i que ha «perdonat» a Assange.
El febrer de 2022, el llibre de Melzer, The Trial of Julian Assange: a Story of Persecution, va ser publicat per Verso Books. Explica la seva investigació sobre el cas d'Assange.

## Premis i reconeixemets
- L'estudi Targeted Killing in International Law va ser la guanyadora ex aequo del Premi Paul Guggenheim de Dret Internacional de 2009, atorgat per l'Institut de Postgrau de Ginebra.[19]

## Selecció d'obres publicades
- Targeted Killing in International Law[20] (Oxford University Press, 2008).
- Interpretive Guidance on the Notion of Direct Participation in Hostilities under International Humanitarian Law (Ginebra: ICRC, 2009).
- Cyberwarfare and International Law (Ginebra: UNIDIR, 2011).
- Humanitäres Völkerrecht – Eine Einführung (amb Hans-Peter Gasser), 2a ed. (Zuric: Schulthess, 2012).
- Tallinn Manual on the International Law Applicable to Cyber Warfare (amb Michael N. Schmitt et altri), (Cambridge: University Press, 2013).
- International Humanitarian Law - a Comprehensive Introduction (Ginebra: ICRC, 2016).
- Der Fall Julian Assange - Geschichte einer Verfolgung (Munic: Piper Verlag, 2021).
- The Trial of Julian Assange: A Story of Persecution (Verso Books, 2022) ISBN 978-1-83976-625-1.